# Drepanepteryx punctata
Drepanepteryx punctata is een insect uit de familie van de bruine gaasvliegen (Hemerobiidae), die tot de orde netvleugeligen (Neuroptera) behoort. 
Drepanepteryx punctata is voor het eerst wetenschappelijk beschreven door Okamoto in 1905.